# A Tiempo
Albums de Ha*Ash
Habitación Doble
(2008) Primera fila: Hecho realidad
(2014)
Singles
1. Impermeable
Sortie : 21 mars 2011
2. Te dejo en libertad
Sortie : 11 juillet 2011
3. Todo no fue suficiente
Sortie : 2 janvier 2012
4. ¿De dónde sacas eso?
Sortie : 11 juillet 2012

A Tiempo est le 4e album album studio du groupe américain Ha*Ash, sorti le 16 mai 2011. Cet album est depuis mai 2011,  2 × Platine +  Or,,

## Singles
1. 21 mars 2011 : Impermeable  ( Mexique: Or)[3]
2. 11 juillet 2011 : Te dejo en libertad ( Mexique: Or +  Platine)[3]
3. 2 janvier 2012 : Todo no fue suficiente
4. 11 juillet 2012 : De dónde sacas eso? ( Mexique: Or)[3]

## Liste des chansons

### Édition Standard
| 1.  | Impermeable                     | Áureo Baqueiro, Daniela Blau                 | 4:07 |
| 2.  | Frente a Frente                 | Ashley Grace, Hanna Nicole, Rafael Vergara   | 4:03 |
| 3.  | Faltas Tú                       | Áureo Baqueiro                               | 4:01 |
| 4.  | Irremediable                    | Ashley Grace, Hanna Nicole, Rafael Vergara   | 4:02 |
| 5.  | ¿Que Haré Con Este Amor?        | Alejandra Alberti, Ignacio Morales           | 3:18 |
| 6.  | Sólo una Vez                    | Jorge Ballesteros, Britti Alessandro         | 4:22 |
| 7.  | Te Amo Más Que Ayer             | Ashley Grace, Hanna Nicole, Yoel Henríquez   | 3:30 |
| 8.  | Te Dejo en Libertad             | Ashley Grace, Hanna Nicole, José Luis Ortega | 3:58 |
| 9.  | De Dónde Sacas Eso              | Ashley Grace, Hanna Nicole, José Luis Ortega | 3:27 |
| 10. | Todo No Fue Suficiente          | Ashley Grace, Hanna Nicole, Yoel Henríquez   | 3:36 |
| 11. | Camina Conmigo (feat. Río Roma) | Claudia Brant, José Luis Ortega              | 3:43 |

| 1.  | Impermeable            |  |
| 2.  | No Te Quiero Nada      |  |
| 3.  | Te Dejo En Libertad    |  |
| 4.  | Todo No Fue Suficiente |  |
| 5.  | Faltas Tú              |  |
| 6.  | Que Haré Con Este Amor |  |
| 7.  | Odio Amarte            |  |
| 8.  | Sólo Una Vez           |  |
| 9.  | De Dónde Sacas Eso     |  |
| 10. | Camina Conmigo         |  |

Sources

### Édition Deluxe
| 1.  | Impermeable                     | Áureo Baqueiro, Daniela Blau                 | 4:07 |
| 2.  | Frente a Frente                 | Ashley Grace, Hanna Nicole, Rafael Vergara   | 4:03 |
| 3.  | Faltas Tú                       | Áureo Baqueiro                               | 4:01 |
| 4.  | Irremediable                    | Ashley Grace, Hanna Nicole, Rafael Vergara   | 4:02 |
| 5.  | Que Haré Con Este Amor          | Alejandra Alberti, Ignacio Morales           | 3:18 |
| 6.  | Sólo una Vez                    | Jorge Ballesteros, Britti Alessandro         | 4:22 |
| 7.  | Te Amo Más Que Ayer             | Ashley Grace, Hanna Nicole, Yoel Henríquez   | 3:30 |
| 8.  | Te Dejo en Libertad             | Ashley Grace, Hanna Nicole, José Luis Ortega | 3:58 |
| 9.  | De Dónde Sacas Eso              | Ashley Grace, Hanna Nicole, José Luis Ortega | 3:27 |
| 10. | Todo No Fue Suficiente          | Ashley Grace, Hanna Nicole, Yoel Henríquez   | 3:36 |
| 11. | Camina Conmigo (feat. Río Roma) | Claudia Brant, José Luis Ortega              | 3:43 |
| 12. | Hoy no habrá mañana             | Ashley Grace, Hanna Nicole, Áureo Baqueiro   | 3:34 |
| 13. | Un beso tuyo                    | Ashley Grace, Hanna Nicole, Áureo Baqueiro   | 3:42 |
| 14. | Camina conmigo                  | Claudia Brant, José Luis Ortega              | 3:41 |

| 1.  | Odio Amarte (Primera llamada) [live] (Video)            |  |
| 2.  | De dónde sacas eso? (Primera llamada) [live] (Video)    |  |
| 3.  | No Te Quiero Nada (Primera llamada) [live] (Video)      |  |
| 4.  | Te dejo en libertad (Primera llamada) [live] (Video)    |  |
| 5.  | Sólo una vez (Primera llamada) [live] (Video)           |  |
| 6.  | Lo que yo sé de ti (Primera llamada) [live] (Video)     |  |
| 7.  | Impermeable (Primera llamada) [live] (Video)            |  |
| 8.  | Amor a medias (Primera llamada) [live] (Video)          |  |
| 9.  | Todo no fue suficiente (Primera llamada) [live] (Video) |  |
| 10. | Qué hago yo? (Primera llamada) [live] (Video)           |  |
| 11. | Estés donde estés (Primera llamada) [live] (Video)      |  |
| 12. | Impermeable (Video)                                     |  |
| 13. | Te dejo en libertad [live] (Video)                      |  |
| 14. | Todo no fue suficiente (Video)                          |  |
| 15. | Impermeable (Detrás de cámaras)                         |  |
| 16. | Documental A Tiempo                                     |  |

Sources

## Charts et Certifications

### Classements
| Classement (2011)  | Position |
| ------------------ | -------- |
| Mexique (Amprofon) | 4        |

### Certifications et ventes
| Pays     | Certification    | Ventes  |
| -------- | ---------------- | ------- |
| Mexique  | Or               | 30 000  |
| Mexique  | Platine          | 60 000  |
| Mexique  | Platine + Or     | 90 000  |
| Mexique  | 2 × Platine      | 120 000 |
| Mexique, | 2 × Platine + Or | 150 000 |

## notes et références
1. ↑  (en) « Certificados Musicales Amprofon », sur Facebook.com (consulté le 20 novembre 2018)
2. 1 2  « Certificados Musicales Amprofon - A Tiempo », sur www.facebook.com (consulté le 13 octobre 2019)
3. 1 2 3  « Certifications (Ha-Ash - Ha*Ash) - AMPROFON », sur amprofon.com.mx (consulté le 21 avril 2019)
4. ↑  (es) « Ha*Ash - A Tiempo », sur Discogs (consulté le 4 juin 2019)
5. ↑  « Ha*Ash - A Tiempo (Edición Deluxe) », sur Discogs (consulté le 24 mai 2019)
6. ↑  « Wayback Machine », sur www.amprofon.com.mx, 31 janvier 2012 (version du 31 janvier 2012 sur Internet Archive)
7. 1 2 3 4 5  « Certifications (Ha-Ash - Ha*Ash)AMPROFON », sur amprofon.com.mx (consulté le 21 avril 2019)